# Lukas Till Berglund

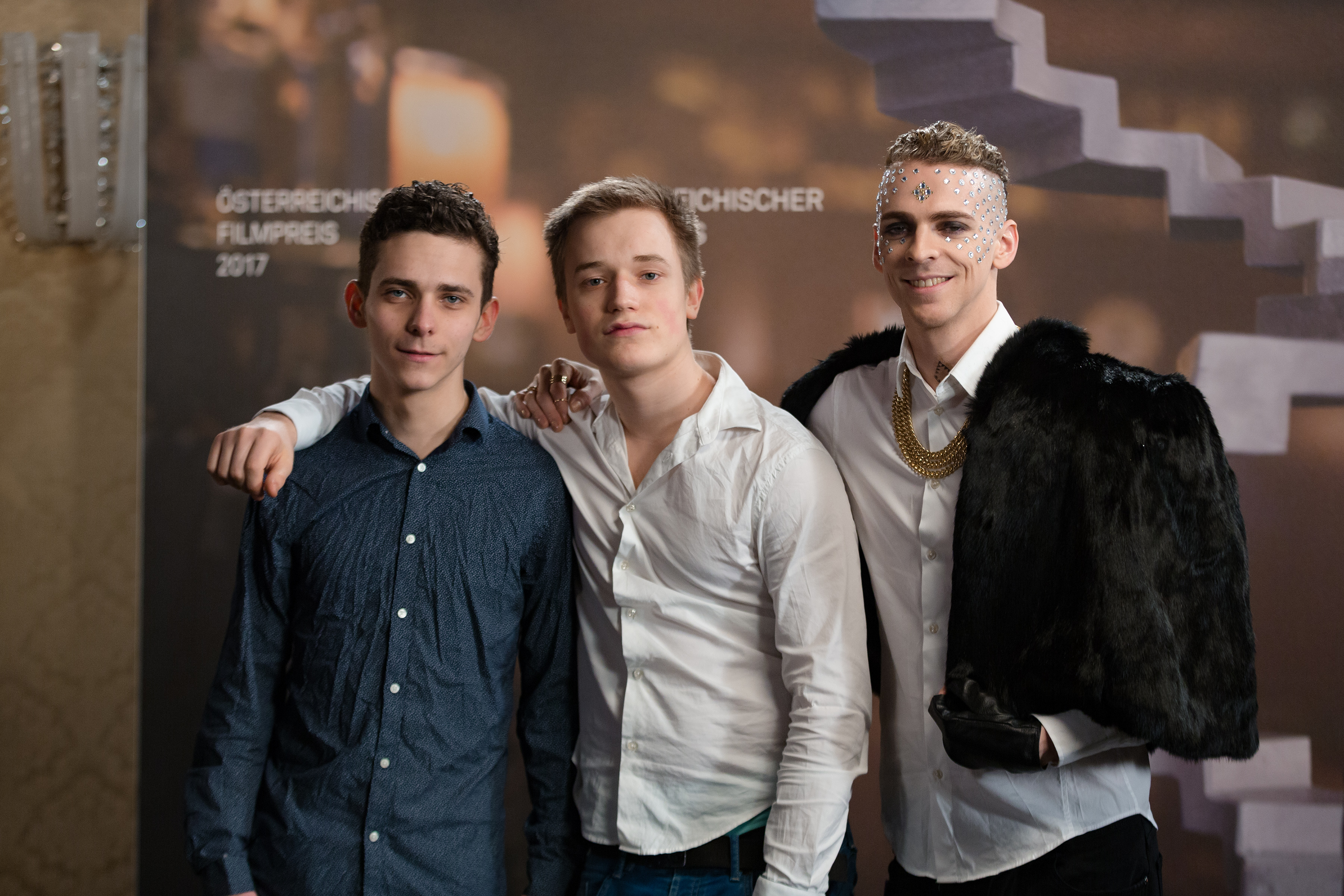
Nino Böhlau, Lukas Till Berglund und Philipp Fussenegger (v. l. n. r.) beim Österreichischen Filmpreis 2017

Lukas Till Berglund (* 1. April 2000) ist ein deutscher Schauspieler und Synchronsprecher.

## Sonstiges
Berglunds Bruder Jack Owen Berglund ist ebenfalls als Schauspieler und Synchronsprecher tätig.

## Filmografie (Auswahl)
- 2010: Henri 4
- 2011: Polizeiruf 110: Feindbild
- 2013: Polizeiruf 110: Zwischen den Welten
- 2014: Polizeiruf 110: Liebeswahn
- 2015: Henry

## Synchronisation (Auswahl)

### Filme
- 2014: Dracula Untold als Ingeras für Art Parkinson
- 2014: Guardians of the Galaxy als Peter Quill (jung) für Wyatt Oleff
- 2018: Alex Strangelove als Dell für Daniel Zolghadri

### Serien
- 2009–2020: Dino-Zug als Don für Alexander Matthew Marr/Laura Marr
- 2016–2019: Die Garde der Löwen als Beshti für Dusan Brown
- 2017–2019: 11 als Federico für Santiago Sánchez Avalos und als Federico Zúñiga für Gonzalo Gravano
- 2018–2021: Lost in Space – Verschollen zwischen fremden Welten als Vijyy Dhar für Ajay Friese und als Evan für Iain Belcher